# Gare de Vayres
La gare de Vayres est une gare ferroviaire française de la ligne de Paris-Austerlitz à Bordeaux-Saint-Jean, située sur le territoire de la commune de Vayres, dans le département de la Gironde, en région Nouvelle-Aquitaine.
C'est une gare de la Société nationale des chemins de fer français (SNCF) desservie par les trains du réseau TER Nouvelle-Aquitaine.

## Situation ferroviaire
Établie à 11 m d'altitude, la gare de Vayres se situe au point kilométrique (PK) 556,097 de la ligne de Paris-Austerlitz à Bordeaux-Saint-Jean entre les gares de Libourne et Saint-Sulpice - Izon. Entre Vayres et Libourne se trouve la gare désaffectée d'Arveyres au PK 552,018.

## Histoire

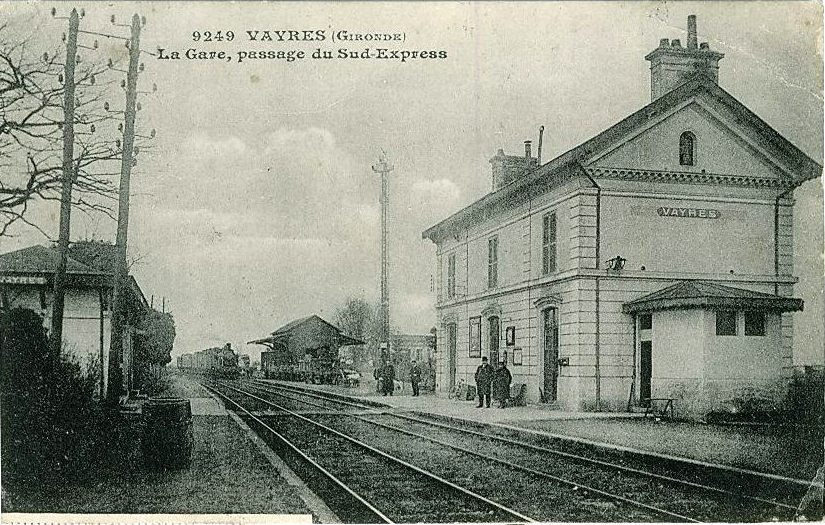
La gare au début du XXe siècle.

## Fréquentation
De 2015 à 2023, selon les estimations de la SNCF, la fréquentation annuelle de la gare s'élève aux nombres indiqués dans le tableau ci-dessous.
| Année           | 2015   | 2016   | 2017   | 2018   | 2019   | 2020   | 2021   | 2022   | 2023   |
| --------------- | ------ | ------ | ------ | ------ | ------ | ------ | ------ | ------ | ------ |
| Voyageurs seuls | 18 649 | 19 040 | 23 578 | 32 246 | 46 569 | 32 356 | 44 823 | 64 779 | 73 683 |

## La gare
La gare est desservie par les trains TER Nouvelle-Aquitaine.